# Крипак Максим Сергійович
Максим Сергійович Крипак (нар. 23 травня 1995, Харків) — український параплавець, Герой України (2021), п'ятиразовий чемпіон і триразовий срібний призер літніх Паралімпійських ігор 2016 року в Ріо-де-Жанейро, п'ятиразовий чемпіон літніх Паралімпійських ігор 2020 року в Токіо (2021), заслужений майстер спорту, багаторазовий паралімпійський чемпіон світу та Європи з плавання.

## Життєпис
Максим народився з проблемною правою ногою — вона у нього значно коротша, ніж ліва (діагноз: ураження опорно-рухового апарату). Почав займатися плаванням у віці шести років у Харкові за порадою лікарів-ортопедів. Деякий час батьки взагалі приховували його інвалідність. Вони вигадали історію, що Максим просто забився, через що йому відрізали палець на нозі. Він тренувався зі здоровими спортсменами, але згодом інвалідність все більше давала про себе знати і він перейшов на параплавання. Після шостого класу перейшов до спортінтернату Харківського училища фізичної культури № 1, а у 2012 вступив до самого училища, посівши за результатами вступної кампанії третє місце в рейтингу абітурієнтів денної форми навчання. Перший тренер — майстер спорту Л. Марченко. У 2014 році вступив до Харківської державної академії фізичної культури.
Тренується у Харківському регіональному центрі з фізичної культури і спорту інвалідів «Інваспорт». Тренери — Василь Кеке та Геннадій Вдовиченко. Чемпіон України 2015 року. Переможець міжнародних змагань 2016 року.
У вересні 2016 у віці 22 років дебютував на XV літніх Паралімпійських іграх, де відразу здобув п'ять золотих і три срібні медалі.
У серпні 2021 року 26-річний Крипак переміг у запливі на 100 метрів батерфляєм у класі S10 на XVI літніх Паралімпійських іграх 2020 року. Максим побив світовий рекорд з результатом 54,15 секунди, попередній рекорд складав 54,71 секунди — він належав українцю Денису Дуброву. Також встановив світовий рекорд у запливі на 100 метрів на спині у класі S10 (57,19 секунди) та три рекорди паралімпійських ігор — 100 метрів батерфляєм у класі S10, 100 метрів на спині у класі S10 та 200 метрів в комплексному плаванні у класі SM10 (2 хвилини 05,68 секунди).
Загалом на Паралімпіаді 2020 року Максим здобув 7 медалей: п'ять золотих і одну срібні в індивідуальному заліку та бронзову медаль у командній естафеті 4х100 вільним стилем. За підсумками літніх Паралімпійських ігор 2020 став найтитулованішим спортсменом.

## Відзнаки та нагороди

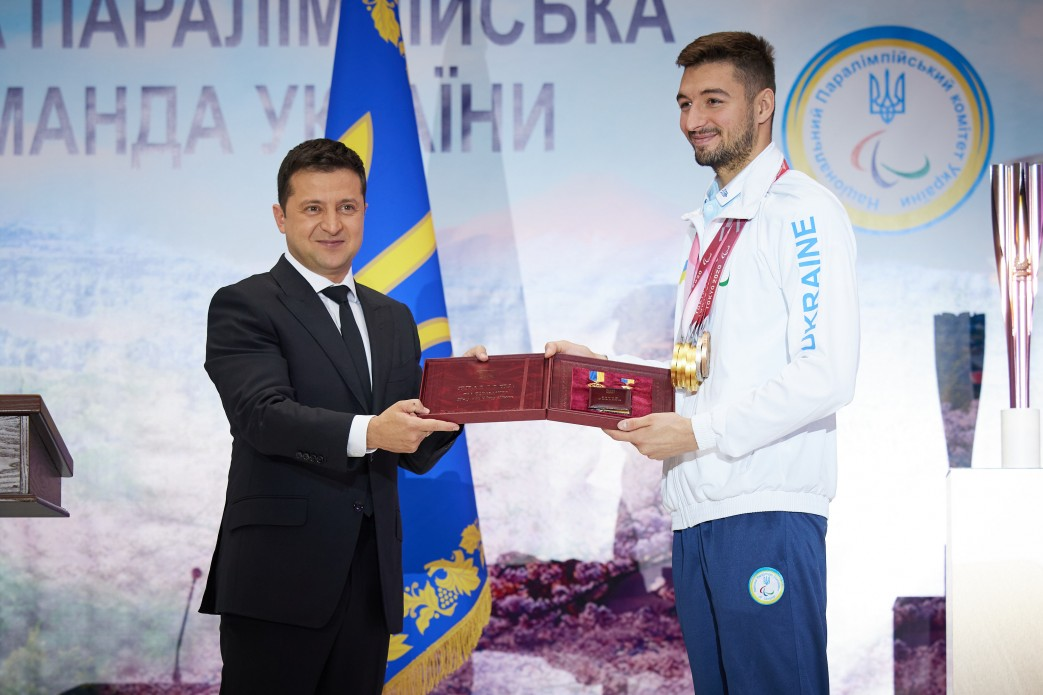
Вручення нагородних атрибутів звання Герой України 17 вересня 2021 року

- Звання Герой України з врученням ордена Держави (16 вересня 2021) — за визначні спортивні досягнення на XVI літніх Паралімпійських іграх у місті Токіо (Японія), виявлені самовідданість та волю до перемоги, утвердження міжнародного авторитету України[7].
- Орден «За заслуги» III ст. (4 жовтня 2016) — за досягнення високих спортивних результатів на XV літніх Паралімпійських іграх 2016 року в місті Ріо-де-Жанейро (Федеративна Республіка Бразилія), виявлені мужність, самовідданість та волю до перемоги, утвердження міжнародного авторитету України[8].
- Переможець щорічного Харківського міського конкурсу «Молода людина року — 2016» в номінації «Фізична культура і спорт».
- 8 грудня 2016 р. рішенням VIII сесії Харківської обласної ради присвоєно звання «Почесний громадянин Харківської області» за вагомий внесок у розвиток Харківської області, піднесення її авторитету як на державному, так і міжнародному рівнях[9].
- Герой спортивного року в номінації «Сильні духом» (2016)[10].